# Södergrynnan (nordväst om Söderstenarna, Malax)
Södergrynnan är en ö i Finland. Den ligger i Norra kvarken och i kommunen Malax i landskapet Österbotten, i den västra delen av landet. Ön ligger omkring 34 kilometer väster om Vasa och omkring 380 kilometer nordväst om Helsingfors.
Öns area är 1,1 hektar och dess största längd är 210 meter i nord-sydlig riktning. Södergrynnan är bebyggd vilket är ovanligt för en så liten ö.